# Elkalyce formosana
Elkalyce formosana är en fjärilsart som beskrevs av Matsumura. Elkalyce formosana ingår i släktet Elkalyce och familjen juvelvingar. Inga underarter finns listade i Catalogue of Life.